# Glucarsäure
Die D-Glucarsäure ist eine Polyhydroxy-Dicarbonsäure (siehe Fischer-Projektion zur Stereoisomerie), sie zählt zu den Aldarsäuren. Technische Glucarsäure wird meist auch als Zuckersäure (im engeren Sinne) bezeichnet (siehe auch Zuckersäuren im weiteren Sinne). Ihre Salze und Ester heißen Glucarate bzw. technisch Saccharate (siehe jedoch Zuckerester).
Sie ist optisch aktiv, wässrige Lösungen von Glucarsäure zeigen das Phänomen der Mutarotation.

## Herstellung
Glucarsäure wird durch Oxidation von D-Glucose, Saccharose oder Stärke mit konzentrierter Salpetersäure hergestellt.

## Vorkommen

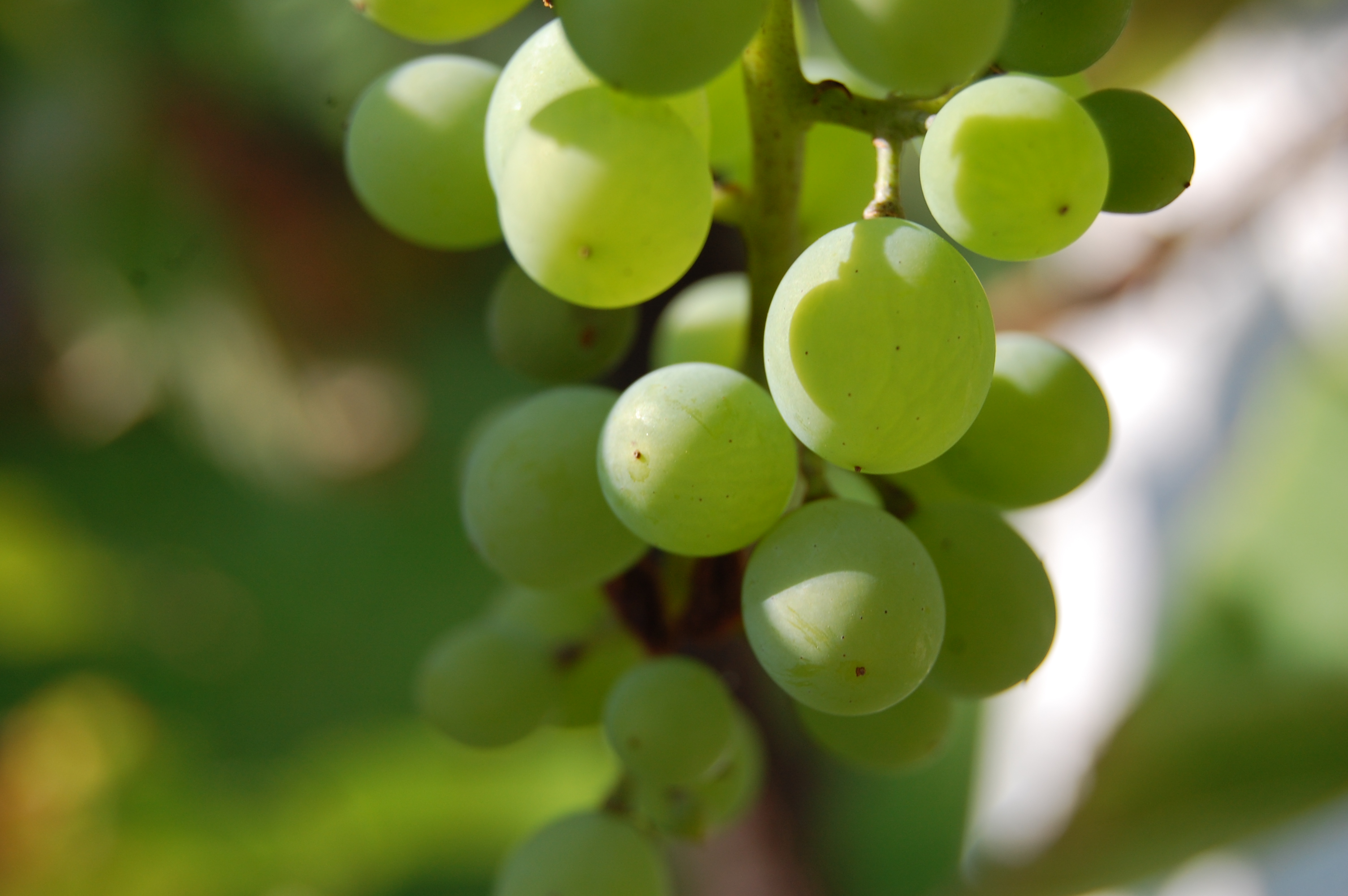
Weintraube mit Beeren einer weißen Rebsorte

Glucarsäure stammt aus einem Nebenarm der Ascorbinsäure-Synthese und kommt unter anderem in Früchten und Gemüsen wie Bohnensprossen, Kreuzdorngewächsen, Trauben, Äpfeln und Grapefruits vor.

## Verwendung
Sie wird gelegentlich als Komplexierungsmittel eingesetzt.
Ihr 4-Lacton ist ein starker Glucuronidase-Inhibitor. Die Verwendung von Glucarsäure als Ausgangsstoff für die chemische Industrie wird derzeit in der angewandten Forschung (weiße Biotechnologie) intensiv bearbeitet.